# Comunicação facilitada
A comunicação facilitada é uma técnica cientificamente desacreditada que promete fazer com que autistas não-verbais se expressem por texto. A ação é promovida por profissionais chamados facilitadores, que conduzem a mão de pessoas para a digitação de textos em teclados ou outros dispositivos.
Há um consenso dentro da comunidade científica e nas organizações de pessoas com deficiência de que a comunicação facilitada é uma pseudociência. Pesquisas demonstraram que a autoria das mensagens escritas são do facilitador, e não da pessoa que tecla. Além disso, ao longo da história, ocorreram falsas alegações de estupro por meio de comunicação facilitada.